# X-SAMPA
Розширений фонетичний алфавіт SAM (Extended SAM Phonetic Alphabet) — варіант SAMPA, розроблений у 1995 році, професором фонетики. Він був сформований для уніфікації
SAMPA алфавітів окремих мов й розширити SAMPA таким чином, що включити в нього увесь набір символів
міжнародного фонетичного алфавіту.
В результаті утворилася система відображення міжнародного фонетичного алфавіту за допомогою семибітових кодів ASCII.

## Коротко

### Малі літери
| X-SAMPA   | IPA | IPA | Опис                                                           | Приклад                                                         |
| --------- | --- | --- | -------------------------------------------------------------- | --------------------------------------------------------------- |
| a         | a   |     | неогублений голосний переднього ряду низького піднесення       | French dame [dam], Spanish padre [«paD4e]                       |
| b         | b   |     | дзвінкий губно-губний проривний                                | English bed [bEd], French bon [bO~]                             |
| b_<       | ɓ   |     | дзвінкий губно-губний імплозивний                              | Sindhi ɓarʊ [b_<arU]                                            |
| c         | c   |     | глухий твердопіднебінний проривний                             | Hungarian latyak [»lAcAk]                                       |
| d         | d   |     | дзвінкий ясенний проривний                                     | English dig [dIg], French doigt [dwa]                           |
| d`        | ɖ   |     | дзвінкий ретрофлексний проривний                               | Swedish hord [hu:d`]                                            |
| d_<       | ɗ   |     | дзвінкий ясенний імплозивний                                   | Sindhi ɗarʊ [d_<arU]                                            |
| e         | e   |     | неогублений голосний переднього ряду високосереднього підняття | French ses [se]                                                 |
| f         | f   |     | глухий губно-зубний фрикативний                                | English five [faIv], French femme [fam]                         |
| g         | ɡ   |     | дзвінкий м'якопіднебінний проривний                            | English game [geIm], French longue [lO~g]                       |
| g_<       | ɠ   |     | дзвінкий м'якопіднебінний імплозивний                          | Sindhi ɠəro [g_<@ro]                                            |
| h         | h   |     | глухий гортанний фрикативний                                   | English house [haUs]                                            |
| h\        | ɦ   |     | дзвінкий гортанний фрикативний                                 | Czech hrad [h\rat]                                              |
| i         | i   |     | неогублений голосний переднього ряду високого піднесення       | English be [bi:], French oui [wi], Spanish si [si]              |
| j         | j   |     | твердопіднебінний апроксимант                                  | English yes [jEs], French yeux [j2]                             |
| j\        | ʝ   |     | дзвінкий твердопіднебінний фрикативний                         | Greek γειά [j\a]                                                |
| k         | k   |     | глухий м'якопіднебінний проривний                              | English scat [sk{t], Spanish carro [«kar:o]                     |
| l         | l   |     | ясенний боковий апроксимант                                    | English lay [leI], French mal [mal]                             |
| l`        | ɭ   |     | ретрофлексний боковий апроксимант                              | Svealand Swedish sorl [so:l`]                                   |
| l\        | ɺ   |     | ясенний боковий одноударний приголосний                        | Japanese phoneme /r/                                            |
| m         | m   |     | губно-губний носовий приголосний                               | English mouse [maUs], French homme [Om]                         |
| n         | n   |     | ясенний носовий приголосний                                    | English nap [n{p], French non [nO~]                             |
| n`        | ɳ   |     | ретрофлексний носовий приголосний                              | Swedish hörn [h2:n`]                                            |
| o         | o   |     | огублений голосний заднього ряду високосереднього підняття     | French gros [gRo]                                               |
| p         | p   |     | глухий губно-губний проривний                                  | English speak [spik], French pose [poz], Spanish perro [»per:o] |
| p\        | ɸ   |     | глухий губно-губний фрикативний                                | Japanese fuku [p\M_0kM]                                         |
| q         | q   |     | глухий язичковий проривний                                     | Arabic qasbah [«qQs_Gba]                                        |
| r         | r   |     | ясенний дрижачий приголосний                                   | Spanish perro [»per:o]                                          |
| r`        | ɽ   |     | ретрофлексний одноударний приголосний                          |                                                                 |
| r\        | ɹ   |     | ясенний апроксимант                                            | English red [r\Ed]                                              |
| r\`       | ɻ   |     | ретрофлексний апроксимант                                      | Malayalam വഴി [«v6r\`i]                                          |
| s         | s   |     | глухий ясенний фрикативний                                     | English seem [si:m], French session [se»sjO~]                   |
| s`        | ʂ   |     | глухий ретрофлексний фрикативний                               | Swedish mars [mas`]                                             |
| s\        | ɕ   |     | глухий ясенно-твердопіднебінний фрикативний                    | Polish świerszcz [s\v'erStS]                                    |
| t         | t   |     | глухий ясенний проривний                                       | English stew [stju:], French raté [Ra"te], Spanish tuyo [«tujo] |
| t`        | ʈ   |     | глухий ретрофлексний проривний                                 | Swedish mört [m2t`]                                             |
| u         | u   |     | огублений голосний заднього ряду високого підняття             | English boom [bu:m], Spanish su [su]                            |
| v         | v   |     | дзвінкий губно-зубний фрикативний                              | English vest [vEst], French voix [vwa]                          |
| v\ (or P) | ʋ   |     | губно-зубний апроксимант                                       | Dutch west [v\Est]/[PEst]                                       |
| w         | w   |     | дзвінкий губно-м'якопіднебінний апроксимант                    | English west [wEst], French oui [wi]                            |
| x         | x   |     | глухий м'якопіднебінний фрикативний                            | Scots loch [lQx]                                                |
| x\        | ɧ   |     | глухий твердопіднебінно-м'якопіднебінний фрикативний           | Swedish sjal [x\A:l]                                            |
| y         | y   |     | огублений голосний переднього ряду високого підняття           | French tu [ty] German über [»y:b6]                              |
| z         | z   |     | дзвінкий ясенний фрикативний                                   | English zoo [zu:], French azote [a"zOt]                         |
| z`        | ʐ   |     | дзвінкий ретрофлексний фрикативний                             | Mandarin Chinese rang [z`aN]                                    |
| z\        | ʑ   |     | дзвінкий ясенно-твердопіднебінний фрикативний                  | Polish źrebak [«z\rEbak]                                        |

### Великі літери
| X-SAMPA   | IPA | IPA | Опис                                                                                  | Приклад |
| --------- | --- | --- | ------------------------------------------------------------------------------------- | --- |
| A         | ɑ   |     | неогублений голосний заднього ряду низького підняття                                  | English father [»fA:D@(r\)] (RP and Gen.Am.)                                                                      |
| B         | β   |     | дзвінкий губно-губний фрикативний                                                     | Spanish lavar [la"Ba4]                                                                                            |
| B\        | ʙ   |     | губно-губний дрижачий                                                                 | Reminiscent of shivering («brrr»)                                                                                 |
| C         | ç   |     | глухий твердопіднебінний фрикативний                                                  | German ich [IC], English human [«Cjum@n] (broad transcription uses [hj-])                                         |
| D         | ð   |     | дзвінкий зубний фрикативний                                                           | English then [DEn]                                                                                                |
| E         | ɛ   |     | неогублений голосний переднього ряду низькосереднього підняття                        | French même [mEm], English met [mEt]                                                                              |
| F         | ɱ   |     | губно-зубний носовий приголосний                                                      | English emphasis [»EFf@sIs] (spoken quickly, otherwise uses [Emf-])                                               |
| G         | ɣ   |     | дзвінкий м'якопіднебінний фрикативний                                                 | Greek γωνία [Go"nia], Danish vælge [«vElG@]                                                                       |
| G\        | ɢ   |     | дзвінкий язичковий проривний                                                          | Inuktitut nirivvik [niG\ivvik]                                                                                    |
| G\_<      | ʛ   |     | дзвінкий язичковий імплозивний                                                        | Mam ʛa [G\_<a] |
| H         | ɥ   |     | губно-твердопіднебінний апроксимант                                                   | French huit [Hi]                                                                                                  |
| H\        | ʜ   |     | глухий надгортанний фрикативний                                                       | |
| I         | ɪ   |     | неогублений ненапружений голосний передньо-середнього ряду середньо-високого підняття | English kit [kIt]                                                                                                 |
| I\        | Ɨ   |     | центральний слабкий близький неокруглений голосний, не в IPA                          | Polish ryba [rI\bA]                                                                                               |
| J         | ɲ   |     | твердопіднебінний носовий приголосний                                                 | Spanish año [»aJo], English canyon [«k{J@n] (broad transcription uses [-nj-])                                     |
| J\        | ɟ   |     | дзвінкий твердопіднебінний проривний                                                  | Hungarian egy [EJ\]                                                                                               |
| J\_<      | ʄ   |     | дзвінкий твердопіднебінний імплозивний                                                | Sindhi ʄaro [J\_<aro]                                                                                             |
| K         | ɬ   |     | глухий ясенний боковий фрикативний                                                    | Welsh llaw [KaU]                                                                                                  |
| K\        | ɮ   |     | дзвінкий ясенний боковий фрикативний                                                  | |
| L         | ʎ   |     | твердопіднебінний боковий апроксимант                                                 | Italian famiglia [fa»miLa], Castilian llamar [La"mar], English million [«mIL@n] (broad transcription uses [-lj-]) |
| L\        | ʟ   |     | м'якопіднебінний боковий апроксимант                                                  | |
| M         | ɯ   |     | неогублений голосний заднього ряду високого підняття                                  | Korean 으 (eu) |
| M\        | ɰ   |     | м'якопіднебінний апроксимант                                                          | Spanish fuego [»fweM\o]                                                                                           |
| N         | ŋ   |     | м'якопіднебінний носовий приголосний                                                  | English thing [TIN]                                                                                               |
| N\        | ɴ   |     | язичковий носовий приголосний                                                         | Japanese san [saN\]                                                                                               |
| O         | ɔ   |     | огублений голосний заднього ряду низькосереднього підняття                            | British English thought [TO:t], American English off [O:f]                                                        |
| O\        | ʘ   |     | губно-губний клацаючий                                                                | |
| P (or v\) | ʋ   |     | губно-зубний апроксимант                                                              | Dutch west [PEst]/[v\Est], allophone of English phoneme /r\/                                                      |
| Q         | ɒ   |     | огублений голосний заднього ряду низького підняття                                    | British English lot [lQt]                                                                                         |
| R         | ʁ   |     | дзвінкий язичковий фрикативний                                                        | French roi [Rwa]                                                                                                  |
| R\        | ʀ   |     | язичковий дрижачий приголосний                                                        | German phoneme /r/                                                                                                |
| S         | ʃ   |     | глухий заясенний фрикативний                                                          | English ship [SIp]                                                                                                |
| T         | θ   |     | глухий зубний фрикативний                                                             | English thin [TIn]                                                                                                |
| U         | ʊ   |     | огублений ненапружений голосний заднього ряду високого підняття                       | English foot [fUt]                                                                                                |
| U\        | ʊ̵   |     | центральний слабкий близький округлий голосний, не в IPA                              | |
| V         | ʌ   |     | неогублений голосний заднього ряду низькосереднього підняття                          | RP English strut [str\Vt]                                                                                         |
| W         | ʍ   |     | глухий губно-м'якопіднебінний апроксимант                                             | Scots when [WEn]                                                                                                  |
| X         | χ   |     | глухий язичковий фрикативний                                                          | Klallam sχaʔqʷaʔ [sXa?q_wa?]                                                                                      |
| X\        | ħ   |     | глухий глотковий фрикативний                                                          | Arabic <ح>ha’ [X\A:]                                                                                              |
| Y         | ʏ   |     | огублений ненапружений голосний переднього ряду високого підняття                     | German hübsch [hYpS]                                                                                              |
| Z         | ʒ   |     | дзвінкий заясенний фрикативний                                                        | English vision [«vIZ@n]                                                                                           |

### Інші символи
| X-SAMPA   | IPA | IPA | Опис                                                                | Приклад                                                |
| --------- | --- | --- | ------------------------------------------------------------------- | ------------------------------------------------------ |
| .         | .   |     | розрив складу                                                       |                                                        |
| »         | ˈ   |     | первинний стрес                                                     |                                                        |
| %         | ˌ   |     | вторинний стрес                                                     |                                                        |
| ' (or _j) | ʲ   |     | палаталізований                                                     |                                                        |
| :         | ː   |     | довго                                                               |                                                        |
| :\        | ˑ   |     | наполовину довгий                                                   | Estonian differentiates three vowel lengths            |
| -         |     |     | сепаратор                                                           |                                                        |
| @         | ə   |     | шва                                                                 | English arena [@"r\i:n@]                               |
| @\        | ɘ   |     | неогублений голосний середнього ряду високосереднього підняття      | Paicĩ kɘ̄ɾɘ [k@\_M4@\_M]                                |
| {         | æ   |     | ненапружений неогублений голосний переднього ряду низького підняття | English trap [tr\{p]                                   |
| }         | ʉ   |     | огублений голосний середнього ряду високого підняття                | Swedish sju [x\}:]; AuE/NZE boot [b}:t]                |
| 1         | ɨ   |     | неогублений голосний середнього ряду високого підняття              | Welsh tu [t1], American English rose's [«r\oUz1z]      |
| 2         | ø   |     | огублений голосний переднього ряду високо-середнього підняття       | Danish købe [»k2:b@], French deux [d2]                 |
| 3         | ɜ   |     | неогублений голосний середнього ряду низько-середнього підняття     | English nurse [n3:s] (RP) or [n3`s] (Gen.Am.)          |
| 3\        | ɞ   |     | огублений голосний середнього ряду низько-середнього підняття       | Irish tomhail[t3\:l']                                  |
| 4         | ɾ   |     | ясенний одноударний приголосний                                     | Spanish pero [«pe4o], American English better [»bE4@`] |
| 5         | ɫ   |     | веляризований ясенний боковий апроксимант; also see _e              | English milk [mI5k]                                    |
| 6         | ɐ   |     | ненапружений голосний середнього ряду низького підняття             | German besser [«bEs6], Australian English mud [m6d]    |
| 7         | ɤ   |     | неогублений голосний заднього ряду високо-середнього підняття       | Estonian kõik [k7ik], Occurs in Vietnamese             |
| 8         | ɵ   |     | огублений голосний середнього ряду високо-середнього підняття       | Swedish buss [b8s]                                     |
| 9         | œ   |     | огублений голосний переднього ряду низько-середнього підняття       | French neuf [n9f], Danish drømme [dR9m@]               |
| &         | ɶ   |     | огублений голосний переднього ряду низького підняття                |                                                        |
| ?         | ʔ   |     | гортанна змичка                                                     | Danish stød [sd2?], Cockney English bottle [»bQ?l]     |
| ?\        | ʕ   |     | дзвінкий глотковий фрикативний                                      | Arabic ع (`ayn) [?\Ajn]                                |
| *         |     |     | невизначений керуючий символ, SAMPA «сполучник»                     |                                                        |
| /         |     |     | невизначеність у французьких голосних                               |                                                        |
| <         |     |     | почати несегментний запис (напр., САМПРОСА)                         |                                                        |
| <\        | ʢ   |     | дзвінкий надгортанний фрикативний                                   |                                                        |
| >         |     |     | закінчення несегментного запису                                     |                                                        |
| >\        | ʡ   |     | надгортанна змичка                                                  |                                                        |
| ^         | ↑   |     | вгору                                                               |                                                        |
| !         | ↓   |     | вниз                                                                |                                                        |
| !\        | ǃ   |     | ясенний клацаючий                                                   |                                                        |
| \|        |     |     | другорядна (стопна) група                                           |                                                        |
| \|\       | ǀ   |     | зубний клацаючий                                                    |                                                        |
| \|        |     |     | мажорна (інтонаційна) група                                         |                                                        |
| \|\\|\    | ǁ   |     | боковий клацаючий                                                   |                                                        |
| =\        | ǂ   |     | твердопіднебінний клацаючий                                         |                                                        |
| -\        | ̮    |     | знак сполучення                                                     |                                                        |

### Діакритичні знаки
| X-SAMPA   | IPA | IPA | Опис |
| --------- | --- | --- | --- |
| _"        | ̈    |     | централізований |
| _+        | ̟    |     | просунутий |
| _-        | ̠    |     | втягнутий |
| _/        | ˇ   |     | підвищення тонусу |
| _0        | ̥    |     | глухий |
| _<        |     |     | імплозивний (IPA використовує окремі символи для імплозивів)                                                          |
| = (or _=) | ̩    |     | складовий |
| _>        | ʼ   |     | викидний |
| _?\       | ˤ   |     | фарингеалізований |
| _\        | ˆ   |     | падаючий тон |
| _^        | ̯    |     | нескладовий |
| _}        | ̚    |     | немає звукового розблокування                                                                                         |
| `         | ˞   |     | ротація у голосних, ретрофлексія у приголосних (IPA використовує окремі символи для приголосних, див t` для прикладу) |
| ~ (or _~) | ̃    |     | назалізація |
| _A        | ̘    |     | розвинений корінь язика                                                                                               |
| _a        | ̺    |     | верхівковий |
| _B        | ̏    |     | надзвичайно низький тон                                                                                               |
| _B_L      |     |     | низький наростаючий тон                                                                                               |
| _c        | ̜    |     | менш округлі |
| _d        | ̪    |     | зубний |
| _e        | ̴    |     | веляризований або фарингеалізований; також див 5                                                                      |
| <F>       |     |     | глобальне падіння |
| _F        | ̂    |     | падаючий тон |
| _G        | ˠ   |     | веляризований |
| _H        | ́    |     | високий тон |
| _H_T      |     |     | високий тонус |
| _h        | ʰ   |     | аспіратор |
| _j (or ') | ʲ   |     | палаталізований |
| _k        | ̰    |     | скрипучий голос |
| _L        | ̀    |     | низький тон |
| _l        | ˡ   |     | бічний випуск |
| _M        | ̄    |     | середній тон |
| _m        | ̻    |     | прокладний |
| _N        | ̼    |     | язиковий |
| _n        | ⁿ   |     | звільнення з носа |
| _O        | ̹    |     | більш округлі |
| _o        | ̞    |     | опущений |
| _q        | ̙    |     | втягнутий корінь язика                                                                                                |
| <R>       |     |     | глобальне зростання                                                                                                   |
| _R        | ̌    |     | підвищення тонусу |
| _R_F      |     |     | підвищення тону падіння                                                                                               |
| _r        | ̝    |     | піднятий |
| _T        | ̋    |     | надвисокий тон |
| _t        | ̤    |     | придихаючий голос |
| _v        | ̬    |     | дзвінкий |
| _w        | ʷ   |     | лабіалізований |
| _X        | ̆    |     | екстракороткий |
| _x        | ̽    |     | середньоцентралізований                                                                                               |

## Також дивіться
- (IPA)
- *, a language-specific predecessor of X-SAMPA.
- , an unofficial, extended version of X-SAMPA used for * *, a similar system.